# Terrassola (Lladurs)
|  | Aquest article tracta sobre aquesta entitat de població del municipi de Lladurs. Vegeu-ne altres significats a «Terrassola». |

Terrassola és una de les set entitats de població del municipi de Lladurs (Solsonès). Està situada al vessant oriental de la Ribera Salada entre el riu i La Llena. El nucli a l'entorn de l'església de Sant Pau és despoblat. Els seus 19 habitants viuen en cases disperses. El castell i les seves dependències van ser abandonats a la primera meitat del segle xx i es troben en estat de ruïnes. La primera menció és a l'Acta de consagració i dotació de la catedral d'Urgell (819 o 839). Figura també en les confrontacions d'una venda feta el 1052. La parròquia de Sant Pau va ser suprimida el 1909 i repartida entre Timoneda, la Llena, Castellar i Montpol.

## Demografia
| Evolució demogràfica |            |            |            |                   |                   |                   |       |
| Any                  | Nucli urbà | Nucli urbà | Nucli urbà | Poblament dispers | Poblament dispers | Poblament dispers | Total |
| Any                  | Homes      | Dones      | Total      | Homes             | Dones             | Total             | Total |
| 2000                 | 0          | 0          | 0          | 12                | 13                | 25                | 25    |
| 2001                 | 0          | 0          | 0          | 12                | 10                | 22                | 22    |
| 2002                 | 0          | 0          | 0          | 11                | 9                 | 20                | 20    |
| 2003                 | 0          | 0          | 0          | 11                | 9                 | 20                | 20    |
| 2004                 | 0          | 0          | 0          | 10                | 9                 | 19                | 19    |
| 2005                 | 0          | 0          | 0          | 10                | 9                 | 19                | 19    |
| 2006                 | 0          | 0          | 0          | 9                 | 9                 | 18                | 18    |
| 2007                 | 0          | 0          | 0          | 10                | 9                 | 19                | 19    |
| 2008                 | 0          | 0          | 0          | 10                | 7                 | 17                | 17    |
| Font: INE            |            |            |            |                   |                   |                   |       |